# Río Cabrilla
El río Cabrilla, o río de la Cabrilla, es un río del sur de la península ibérica, perteneciente a la cuenca hidrográfica del Guadalquivir, que discurre íntegramente por el norte de la provincia de Córdoba (España). 

## Curso
El río Cabrilla nace en la sierra del Esparragal por la confluencia de varios arroyos como los de las Parrillas y el de la Huerta de Névalo. Realiza un recorrido en sentido norte-sur a lo largo de unos 30 km a través de los términos municipales de Villaviciosa de Córdoba y Almodóvar del Río hasta su desembocadura en el embalse de la Breña, donde confluye con el río Guadiato, dentro del parque natural Sierra de Hornachuelos. 

## Flora y fauna
El río de la Cabrilla transcurre por parajes de bosque mediterráneo muy bien conservados y poco humanizados donde habitan el lince ibérico, el gato montés, el zorro, el tejón, el turón, la comadreja, la gineta, el ciervo, el jabalí, el erizo y, posiblemente, el lobo, así como el águila real, el búho real, el ratonero, el gavilán y el buitre leonado.